# Histoire du Lesotho

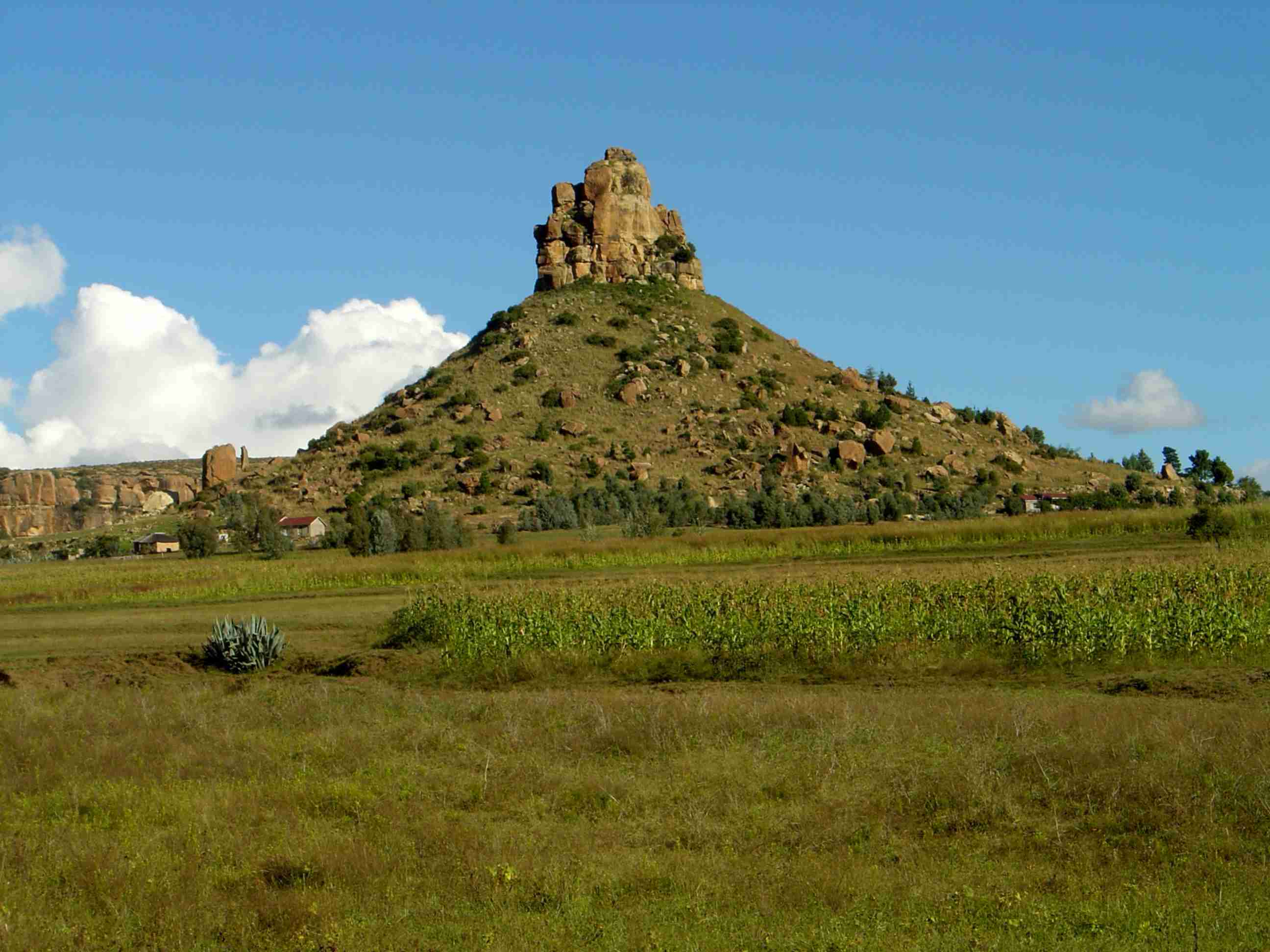
Site historique de Qiloane.

L'histoire du Lesotho, pays enclavé d'Afrique australe, commence avec les Sans, chasseurs-cueilleurs qui ont vécu en autarcie pendant des milliers d'années dans cette région montagneuse au cœur de l'Afrique du Sud. Au XVIe siècle, les Sothos s'établissent sur le territoire et se substituent aux Sans, ou, au minimum, influencent leur mode de vie.
En 1868, pour se protéger de la convoitise des Boers, les Sothos se placent sous la protection de la Grande-Bretagne.
En 1966, le protectorat britannique du Basutoland devient un État indépendant connu sous le nom de Royaume du Lesotho.

## Paléontologie
Des gisements de dinosaures, et des empreintes d’espèces de grande taille ont été découverts au Lesotho. Ainsi, dans les années 2000, une équipe de paléontologues britanniques, sud-africains et brésiliens a découvert les empreintes d'une espèce de dinosaure carnivore encore inconnue, sur une couche géologique datant de 200 millions d'années, dans la vallée de Roma, au sud-ouest du pays. Une rivière coulait alors à cet endroit. Ces empreintes constituent une preuve que des théropodes carnivores de très grande taille vivaient dans cet écosystème surtout dominé par une variété de dinosaures herbivores, omnivores et carnivores beaucoup plus petits, expliquent ces scientifiques,,. Pour Lara Sciscio, une chercheuse de l'université du Cap, « cette découverte marque la première présence de très grands dinosaures carnivores au début du Jurassique dans le sud de Gondwana, le continent préhistorique qui s'est plus tard brisé pour former l'Afrique et les autres masses continentales ».
- Liste de sites archéologiques en Afrique australe

## Avant 1900: premiers habitants
La première difficulté, dans l'histoire de l'Afrique australe, est dans le choix des noms utilisés pour désigner les populations : les termes utilisés au XXe siècle ont souvent été ceux des colonisateurs d'origine européenne. Ainsi, le terme français « Bochimans »  désignant le peuple San est dérivé du mot utilisé par les colons néerlandais « bosjesman », et signifiant littéralement « hommes des buissons », « hommes de la brousse » ou « hommes du bush ». Les colons anglais ont utilisé la traduction littérale « Bushmen ». Ces Bochimans, des chasseurs-cueilleurs, ont été opposés à des  populations, arrivées de contrées plus au nord, au mode de vie plus pastoral, se consacrant à l'élevage d'animaux, à l'agriculture et maîtrisant le travail du fer et ayant une structure sociale plus hiérarchisée. À la fin du XXe siècle et début du XXIe siècle, une distance est prise à la fois avec le vocabulaire des colons d'origine européenne. Plusieurs termes sont employés mais les chasseurs-cueilleurs installés initialement  sont souvent désignés de peuple San. Les Sans des montagnes vécurent en autarcie pendant des milliers d'années. Mais au XVIIe siècle, les Sothos arrivés en Afrique australe quelque cinq siècles plus tôt commencèrent à coloniser les montagnes du centre du Drakensberg .

## Expansion bantoue des Sothos (vers 1820)

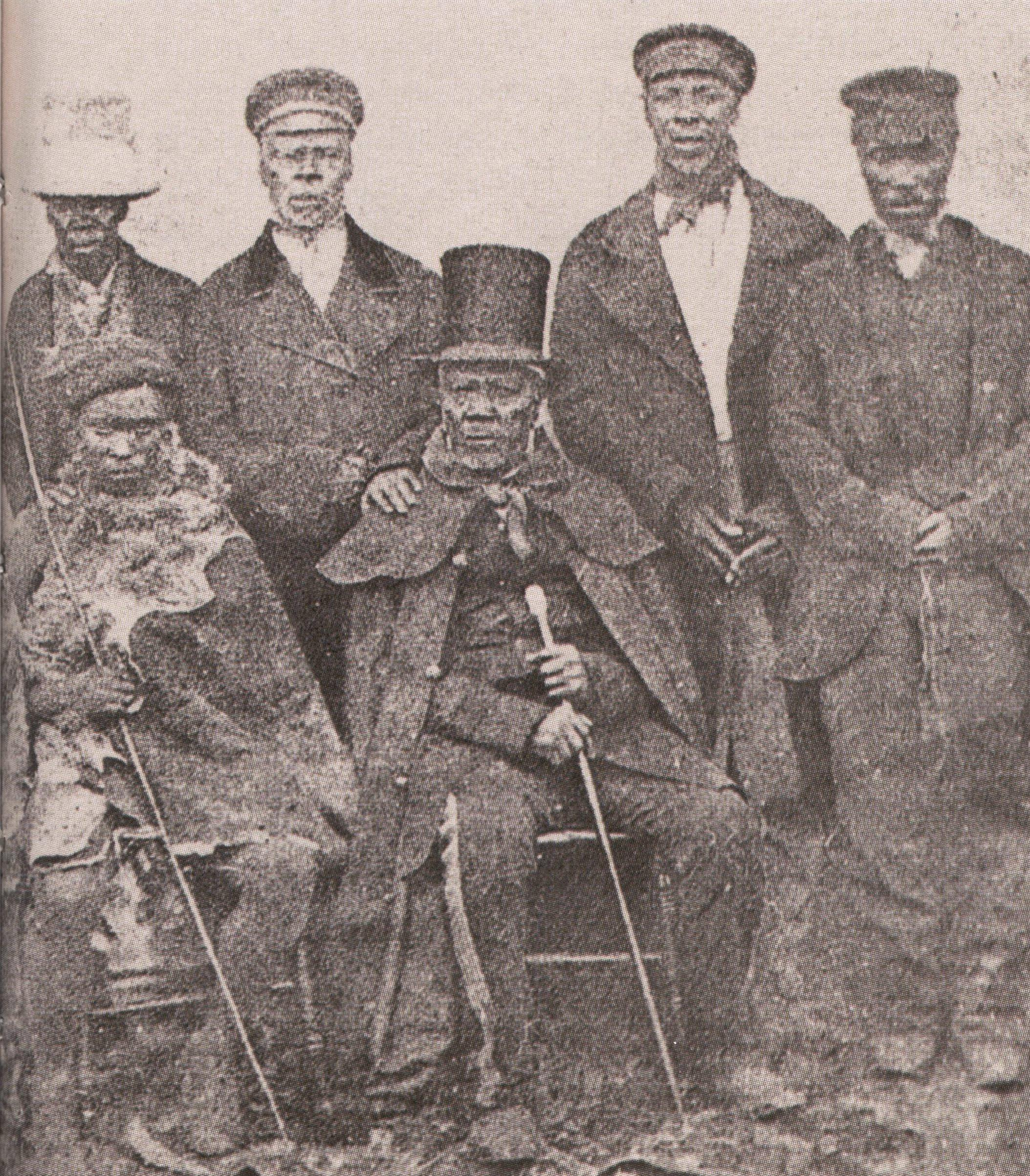
Moshoeshoe Ier entouré de ses ministres

L'invasion sotho se fait plus pressante lors du mfecane. Les tribus sotho vivent alors les unes à côté des autres dans des royaumes indépendants qui multiplient les échanges commerciaux. Mais la menace zoulou les a aussi rassemblées et c'est à partir des sites refuges des monts Maluti que les armées sothoes repoussent les régiments zoulous,.

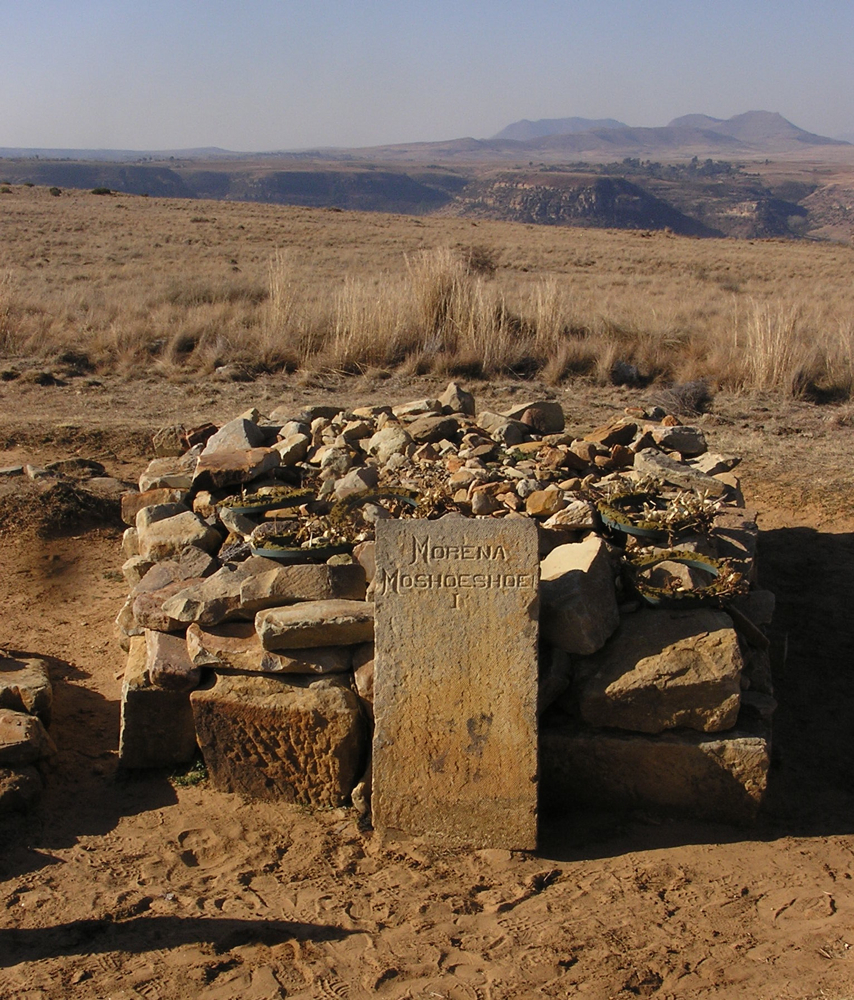
Tombe de Moshoeshoe Ier à Thaba-Bosiu

À partir des années 1820, Moshoeshoe Ier, chef de la tribu kwena (« crocodile ») parvient à unifier sous son commandement les vingt trois tribus de Sothos du Sud. Il pactise avec les missionnaires protestants français, Thomas Arbousset, Eugène Casalis et Constant Gosselin, de la « Société des missions évangéliques de Paris parmi les peuples non chrétiens », constituée à Paris en 1822. 
L'évangélisation-christianisation du territoire commence ainsi précocement (28 juin 1833, arrivée de Arbousset, Casalis, Gosselin, auprès de Moshoeshoe – ou, en français : « Moschesch » – à Thaba Bosiu) permettant aux Sothos de recevoir finalement un degré d'instruction « occidental » assez élevé, notamment par la fondation d'une école de théologie pour former d'abord des « évangélistes » qui aideront les missionnaires, puis, rapidement, ensuite, des pasteurs, d'une « école industrielle », d'une imprimerie, d'une bibliothèque, par rapport à celui des tribus voisines,.

## Expansion des Boers (1850-1890)
Dans les années 1850, le royaume de Moshoeshoe est menacé par l'expansion des Boers qui viennent de fonder l'État libre d'Orange à ses frontières. Les Boers convoitent alors la riche vallée du Caledon. En dépit de rapports d'abord cordiaux entre le roi des Sothos et le gouvernement de l'État libre d'Orange, les relations dégénèrent en guerre de frontières. Retranchés dans la région de Thaba Bosiu, Moshoeshoe, sur le conseil des missionnaires francophones (Suisses du canton de Vaud travaillant pour la SMEP, notamment Adolphe Mabille, et Français), fait appel en 1868 à la Grande-Bretagne pour demander à se placer lui et son peuple sous sa protection.
Le protectorat va bien être établi, mais les colons afrikaners poursuivent leur poussée, menant une politique de faits accomplis suivis de quitus diplomatiques à répétition par les autorités britanniques. Les Sothos perdirent la moitié de la vallée du Caledon (soit 50 % des terres cultivables), devenue une frontière entre le royaume et les républiques boers.
- Guerres sotho (1858-1868)
- Annexion à la Colonie du Cap (1871-1884)

## Basutoland, sous protectorat britannique (1868/1884-1966)

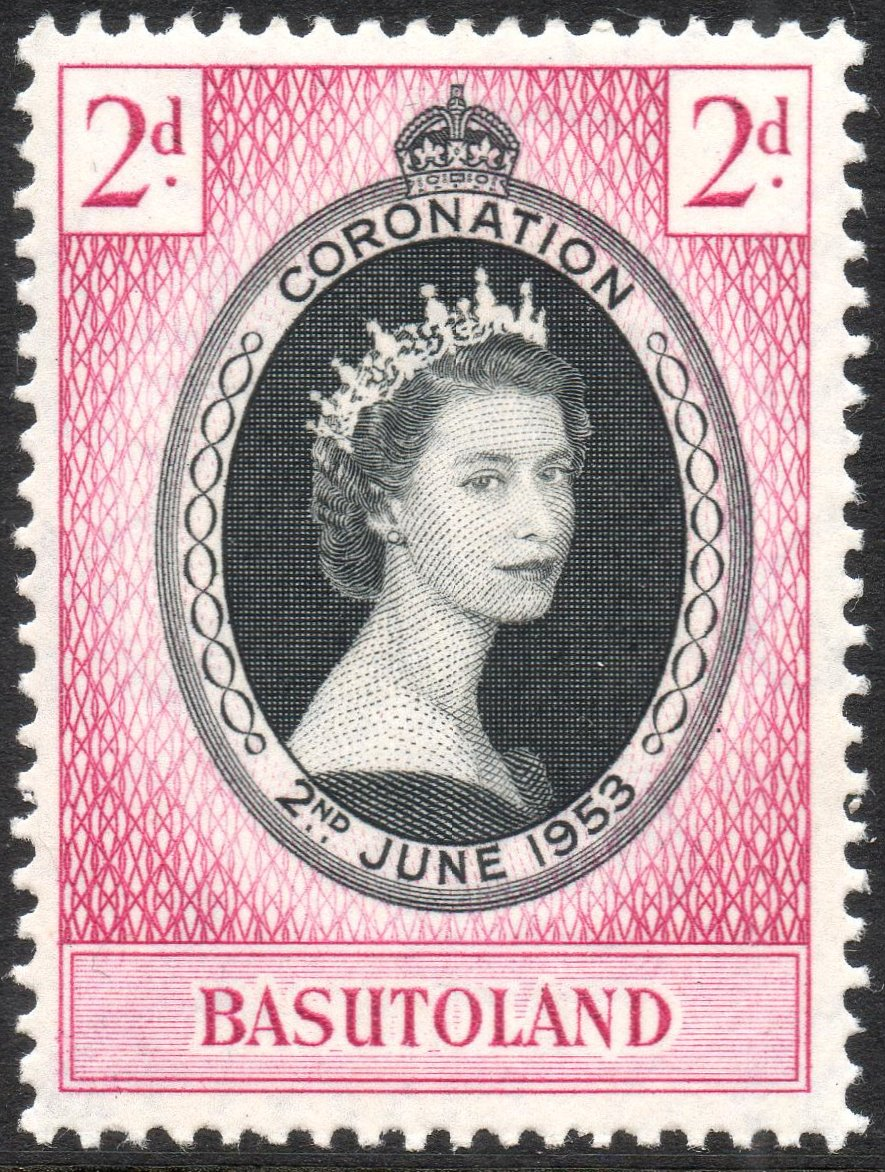
Timbre émis au Basutoland en 1953 à l'occasion du couronnement de la reine Élisabeth II

Carte actuelle de l'Afrique australe.

En 1868, le royaume sotho devient un protectorat au sein de l'Empire britannique sous le nom de Basutoland.
À sa mort, le 11 mars 1870, Moshoeshoe laisse à son fils Letsie Ier un royaume indépendant dont les sujets sont Britanniques. De plus, un interdit, décidé par Moshoeshoe en 1859, bloque les possibilités d'acquisition de terre par les Blancs, ce qui limite cette forme d'expansion territoriale des afrikaners.
En 1871, cependant, le Basutoland est placé par les Britanniques sous le contrôle de la colonie du Cap, contre l'assentiment des Sothos lesquels, en 1880, refusant de céder leurs armes à la colonie du Cap, participent à la guerre des armes à feu. La rébellion se solde par un accord général garantissant aux Sothos qu'aucun colon blanc ne viendrait acquérir des terres dans le royaume et par la reprise du contrôle direct du territoire par la Grande-Bretagne en 1884.
À partir de 1906, le Lesotho est administré avec les protectorats du Swaziland et du Bechuanaland par la même administration coloniale sous l'autorité d'un seul et même haut-commissaire britannique. Les chefs traditionnels gardent néanmoins de larges pouvoirs. Cependant, les efforts de développement coloniaux sont quasiment inexistants, le seul objectif des Britanniques étant de maintenir la paix civile en attendant un hypothétique rattachement des trois territoires à l'Afrique du Sud.
En 1910, la loi portant fondation de l'Union sud-africaine (South African Act of Union) prévoit ainsi l'intégration du Basutoland au nouveau dominion. Néanmoins, le Basutoland (tout comme les deux autres protectorats) parvient à conserver son autonomie et à ne pas être annexé.
Le développement de l'éducation est laissé à la charge des missions chrétiennes jusqu'aux années 1950 alors que les élites locales sont formées à l'université de Fort Hare en Afrique du Sud. En 1946, l'université de Roma est fondée au Basutoland par des catholiques.
En 1960, le Parti du congrès des Basothos (Basotho Congress Party, BCP), lié au Congrès national africain remporte les premières élections générales du territoire.
Dès 1965, ce parti est renvoyé dans l'opposition par le Parti national basotho (Basotho National Party, BNP) du chef Joseph Leabua Jonathan, un catholique-conservateur soutenu par la Grande-Bretagne et l'Afrique du Sud.
Le 4 octobre 1966, le Basutoland devient un État indépendant, sous le nom de « royaume du Lesotho »,,.

## Royaume du Lesotho (1966)

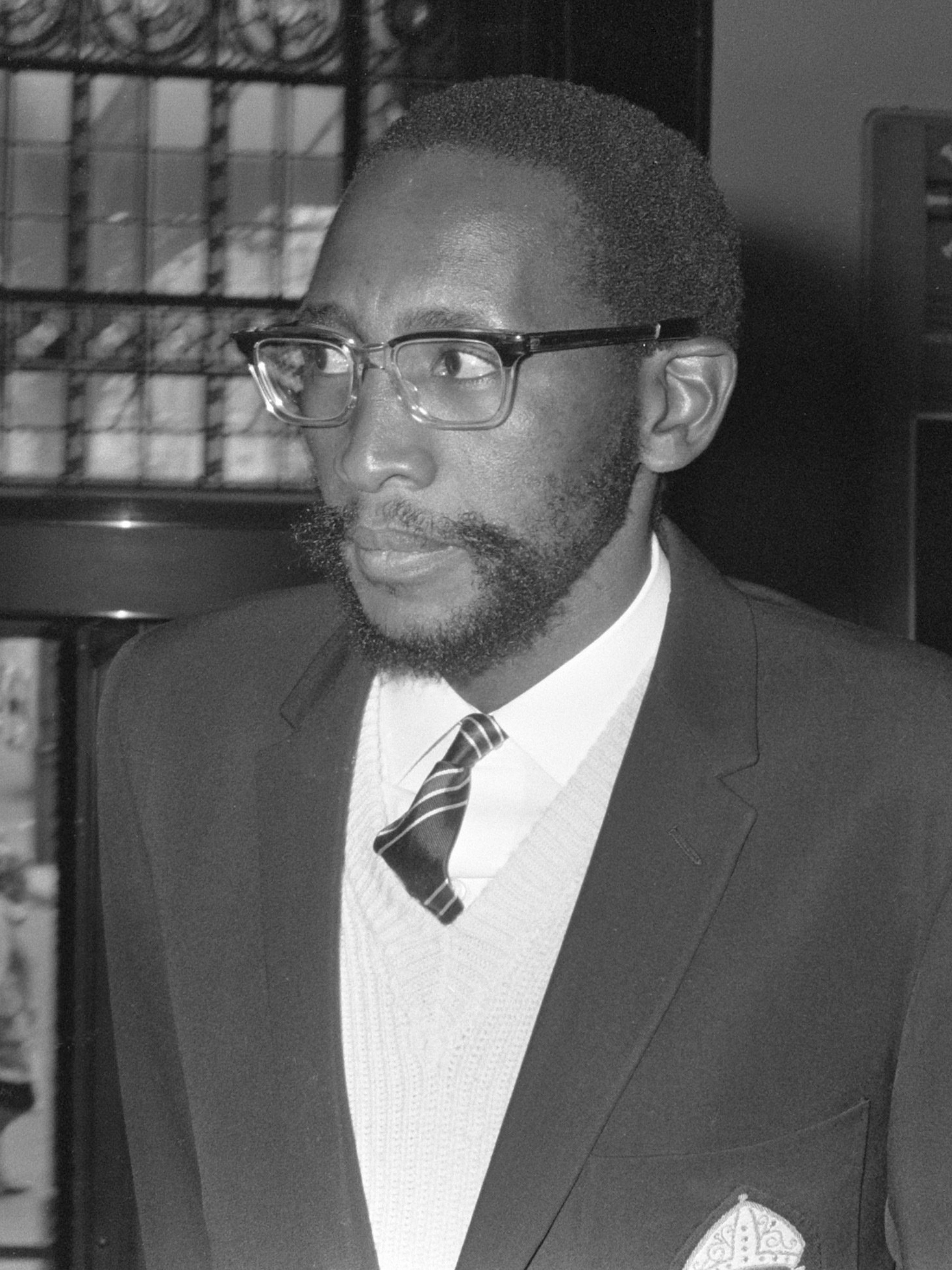
Moshoeshoe II (1970)

### 1966-1990: règne de Moshoeshoe II
Depuis l'indépendance, la vie politique du pays est marquée par l'opposition entre les partisans d'un régime militaire, ceux de la monarchie, ceux d'une démocratie parlementaire et les partisans d'un régime socialiste. Le Lesotho a choisi de demeurer une monarchie traditionaliste. Le roi du Lesotho est le chef suprême des Sothos, Moshoeshoe II (1938-1996). Joseph Leabua Jonathan (1914-1987) est le premier ministre. 
Les prérogatives royales sont cependant limitées et bornées à désigner onze des trente trois sénateurs du parlement.

Drapeau national du Lesotho (1966-1987)

État totalement enclavé dans l'Afrique du Sud, le Lesotho est totalement dépendant de son puissant voisin et, tout en rejetant sa politique d'apartheid, ne saurait se permettre de trop le critiquer.
Dès 1966, le gouvernement du Lesotho commence à démontrer son peu de considération pour la démocratie en faisant disperser par le feu une réunion du parti royaliste, panafricaniste et socialisant, le Basutho Congress Party, de Ntsu Mokhehle. Dans les jours qui suivent, le roi lui-même est placé en résidence surveillée dans son propre palais. L'épreuve de force opposant le roi Moshoeshoe II et Leabua Jonathan (1914-1987), le premier ministre, se résout progressivement au bénéfice du premier ministre : le souverain signe en janvier 1967 un accord dans lequel il s'engage à se conformer au rôle de monarque constitutionnel que lui attribue la Constitution, sous peine d'abdication automatique.
En 1970, le régime évolue nettement vers l'autoritarisme et la dictature. Les élections prévues pour janvier, et qui s'annoncent difficiles pour le gouvernement, sont annulées et l'état d'urgence proclamé. Le roi est exilé aux Pays-Bas pendant neuf mois alors que le premier ministre Joseph Jonathan suspend la constitution et le parlement, reléguant le roi à un rôle honorifique. Les partis d'opposition sont interdits et leurs chefs arrêtés.

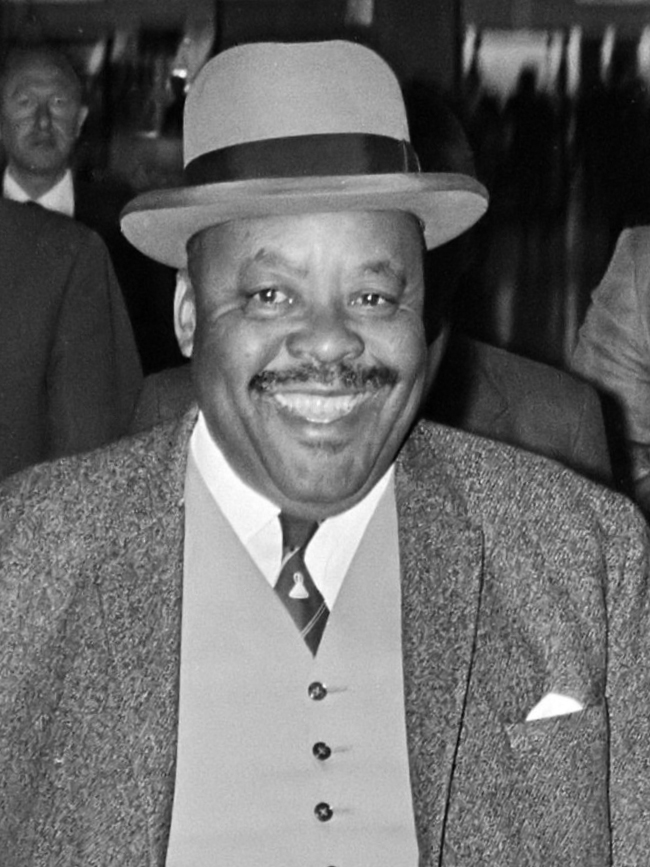
Joseph Leabua Jonathan (1970)

Un parlement croupion est instauré et Jonathan gouverne, réprimant toute hostilité avec l'aide technique de l'Afrique du Sud. L'opposition elle-même est divisée. Ntsu Mokhehle fait alors le choix de la lutte armée mais sans grand résultat.
À la fin des années 1970, contre toute attente, Jonathan se rapproche des pays socialistes du bloc soviétique. 
En 1979, le Mozambique et Cuba ouvrent des représentations diplomatiques à Maseru. Ils sont suivis par l'Union soviétique et la Chine, ravies de prendre position au cœur de l'Afrique du Sud. 
Le Lesotho devient alors un refuge pour les militants anti-apartheid de l'ANC. 
Tous ces changements diplomatiques provoquent la consternation du gouvernement de Pretoria qui se met alors à soutenir les raids du mouvement de guérilla de Mokhehle sur le Lesotho à partir de 1982.
Jonathan échappe à plusieurs attentats et, tout en laissant le Lesotho demeurer dans la zone monétaire du rand, monte en épingle ses actions contre l'apartheid.
Ses voyages en Corée du Nord, en Roumanie et en Bulgarie finissent par inquiéter les puissances occidentales et l'Église catholique (romaine). 
Au sein même de la classe politique proche de la dictature, les désapprobations se multiplient alors que Pretoria prend en charge le financement du Parti démocratique uni de Charles Molefe, perçu comme une alternative plus crédible que Mokhehle.
Le 19 décembre 1985, un commando sud-africain abat neuf activistes de l'ANC à Maseru. Jonathan en appelle alors à l'aide des pays non alignés. Le 23 décembre, un attentat commis par des membres de l'ANC tue en représailles cinq personnes à Amanzimtoti dans le Natal. L'Afrique du Sud organise alors un blocus commercial et financier du Lesotho dans le but d'obtenir la fermeture du bureau de l'ANC à Maseru et l'expulsion de ses représentants.
Jonathan obtempère finalement, mais trop tard. Le 19 janvier 1986, le dictateur est balayé par un coup d'État militaire soutenu par Pretoria et dirigé par le général Justin Lekhanya : Jonathan se réfugie néanmoins en Afrique du Sud. 
Son premier geste est d'édicter un décret redonnant ses pouvoirs exécutif et législatif au roi Moshoeshoe II, tout en précisant cependant que le monarque n'agirait qu'en accord et après avis du conseil militaire dirigé par le général Justin Lekhanya.
Le nouvel homme fort du Lesotho est un conservateur proche de Pretoria. Sans perdre de temps, il fait expulser une centaine de militants de l'ANC sud-africain vers la Zambie et renvoie les conseillers techniques nord-coréens. Il recentre sa politique vers le pôle pro-occidental afin de financer un grand projet de barrage hydro-électrique au cœur du pays. Son zèle pro-sud-africain est néanmoins tempéré par le roi qui l'empêche finalement de mener une politique trop explicitement favorable au gouvernement de Pretoria.

Drapeau national du Lesotho (1987-2006)

Le 14 septembre 1988, la visite du pape Jean-Paul II manque de dégénérer en fiasco politique à la suite de la prise en otage par des rebelles d'un car de pèlerins qui se termine par un bain de sang sous l'effet de l'assaut des forces armées.
En juillet 1989, le régime marque une certaine libéralisation avec la fin de l'exil de Ntsu Mokhehle, autorisé à rentrer au pays. Le roi est lui-même envoyé aux États-Unis afin de plaider la cause du Lesotho auprès des grandes institutions financières internationales alors que le pays manque de crédits.

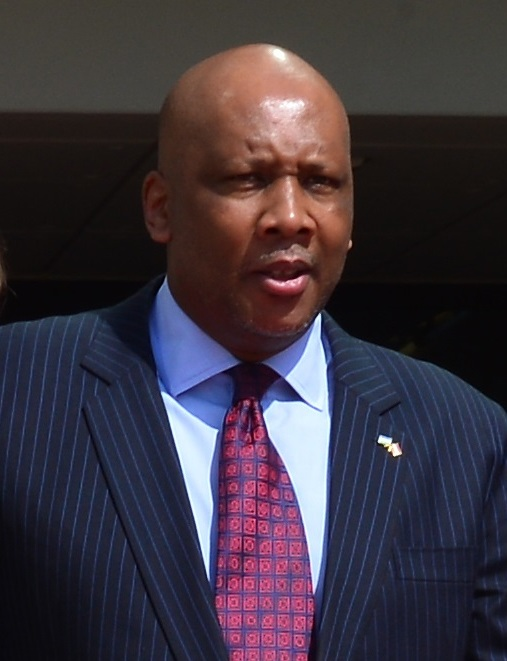
Le roi actuel, Letsie III

Cependant, les relations entre le général Lekhanya et le roi se dégradent subitement et le 19 février 1990, les royalistes tentent de renverser le dictateur militaire. Cet échec aboutit à la déposition du roi en mars 1990. Désormais, roi en titre mais sans aucun pouvoir, Moshoeshoe II est exilé,.

### Règne de Letsie III (1990-)

Drapeau national depuis octobre 2006.

En novembre 1990, son fils aîné, né en 1963, lui succède sous le nom de Letsie III,.
En avril 1993, les premières élections pluralistes depuis l'indépendance sont organisées  et se soldent par la victoire de Ntsu Mokhehle et de son parti, le parti du Congrès du Basutoland.
Cette parenthèse démocratique est de courte durée. Letsie III suspend la Constitution et le Parlement, puis limoge le gouvernement. Le pays s'enfonce dans une crise de régime mais grâce à l'intervention du Botswana, de l'Afrique du Sud et du Zimbabwe, Letsie III accepte finalement de rétablir le gouvernement, la Constitution et le Parlement, puis d'abdiquer en faveur de son père, Moshoeshoe II qui retrouve son trône le 25 janvier 1995 .
En janvier 1996, Letsie III succède légitimement à son père à la suite de la mort de ce dernier, mais c'est cette fois pour être le souverain d'une monarchie parlementaire .
En 1998, le pays est néanmoins au bord de la guerre civile à la suite d'élections contestées. Une intervention militaire de l'Afrique du Sud tourne au fiasco, faisant une cinquantaine de morts parmi les militaires sud-africains et lésothiens, un nombre indéterminé de victimes civiles, et laissant la capitale Maseru en ruines.
En 2010, peu avant la Coupe du monde de football, des milliers d’habitants demandent au gouvernement sud-africain l'annexion du pays pour en faire la dixième province d'Afrique du Sud. Fin mai, plusieurs centaines de personnes défilent dans la capitale, Maseru, et remettent au Parlement et à l'ambassade d'Afrique du Sud une pétition demandant le rattachement. Plus de 30 000 signatures sont recueillies, et les arguments sont multiples : une situation économique extrêmement précaire, un taux de sida très élevé (400 000 personnes en sont atteints), une espérance de vie très basse (34 ans) et l'effondrement de l'industrie textile, ce qui rend la survie du pays extrêmement difficile, d'autant plus qu'il est totalement encerclé par l'Afrique du Sud et le fait qu'il y a désormais davantage de Sothos vivant en Afrique du Sud qu'au Lesotho lui-même.
Le Lesotho demeure l'un des pays les plus pauvres du monde : en 2014, l'indice de développement humain (IDH) le classe au 162e rang sur 187 pays.